# مارتینا گویجی

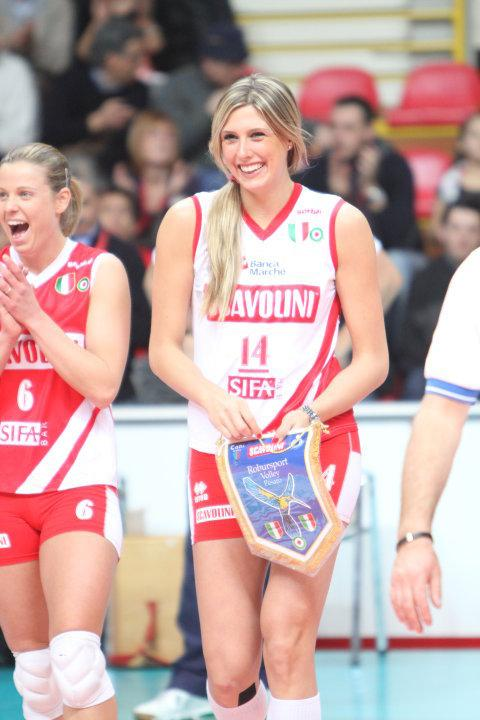

مارتینا گویجی (به ایتالیایی: Martina Guiggi) (زاده ۱ مه ۱۹۸۴ در پیزا) بازیکن والیبال ایتالیایی است. او در سال ۲۰۰۷ به‌همراه تیم ملی زنان ایتالیا در مسابقات جام‌جهانی والیبال زنان ۲۰۰۷ قهرمان جهان شده‌اند.